# Nume
Il termine nume (dal latino: numen, plurale: numina) nel pensiero romano indica un'espressione di potenza divina. Il significato iniziale di cenno divino naturale, e quindi di "volontà divina della natura", nel tempo si è esteso per metonimia a descrivere il concetto di divinità stessa, e delle sue personificazioni, spesso tutelari e legate a un luogo specifico. 
Rudolf Otto ha così coniato l'espressione «numinoso» per riferirsi al significato originario del termine, ossia a tutto ciò che è «pregno della potenza di un nume»; questo risulta legato anche alla dicotomia kantiana tra fenomeno e noumeno, cioè alla potenza invisibile che si manifesta nel visibile.
Il termine nume sopravvive nell'uso in italiano moderno soprattutto tramite le espressioni di rabbia o stupore «Santi numi!», «Oh numi!» e simili.

## Significato originario del termine
Il riferimento primevo alla divinità non lega l'idea di nume a un dio specifico, ma a una forza superiore, indefinita e potente. Ciò è tipico della fase più arcaica della religione latina e romana, legata ai fenomeni naturali nei quali è intravista la potenza numinosa, non necessariamente personificata in un dio antropomorfo, ma diffusa negli elementi naturali come il fuoco e il fulmine, o anche nei luoghi come foreste e specchi d'acqua, resi sacri dalla presenza di un nume tutelare (come nel caso del lago di Nemi, al centro di un culto antichissimo sovrinteso da un re sacro, poi personificato in Diana). 
Al sistema di divinità indeterminata e diffusa appartengono i lari e i penati, protettori delle famiglie e delle città.

### Esempi
In taluni casi i numi prendono la forma di una divinità personificata, ne sono esempio:
- il cielo-Giove;
- il Sole-Sol;
- la Luna-Luna;
- le acque-Nettuno;
- la "forza vitale"-Giunone;
- la terra-Tellus;
- il seme del grano-Conso;
- la crescita del grano-Cerere;
- lo sbocciare dei fiori-Flora;
- il maturare dei frutti-Pomona;
- la fecondità primaverile-Maia;
- l'abbondanza-Abbondanza;
- il fuoco-Vesta;
- lo scorrere del tempo-Anna Perenna;
- la morte-Laverna;
- il bestiame-Pale;
- la natura selvaggia-Silvano;
- le foreste-Fauno;
- le ricchezze del sottosuolo-Dis Pater;
- la guerra-Bellona;
- il passaggio-Giano;
- la popolazione nel suo insieme-Quirino;
- la gioventù maschile-Marte.

Nel tempo alcune di queste divinità sotto l'influenza della mitologia greca vennero ad assumere un carattere sempre più personificato, perdendo parte del loro aspetto naturale, ma per lungo tempo la religione tradizionale romana, soprattutto nel suo sostrato più profondo, rimase pervasa della presenza di queste forze indefinite.

### Nume come genio
Nell'età imperiale il concetto di nume venne utilizzato nel culto imperiale per riferirsi al Genio dell'Imperatore, cioè lo spirito tutelare della persona dell'imperatore cui era rivolto il culto imperiale. In tal modo fu possibile tributare all'imperatore un carattere religioso tipico della tradizione orientale del re-dio, ma altrimenti non concepibile nella religione romana, dove non sarebbe stato concepibile attribuire un carattere divino ad una persona vivente.

## Concetti culturali simili
Il concetto di una divinità diffusa, di un'energia soprannaturale permeante tutte le cose viventi e gli elementi naturali sembra essere un archetipo universale manifestatosi in numerose religioni, soprattutto antiche, e sistemi filosofici e metafisici.
Analoghi al numen romano riscontriamo in altre culture:
- il mana dei Polinesiani;
- il maban degli aborigeni australiani;
- il daimon greco;
- il silap inua degli Inuit;
- il seid della mitologia nordica;
- il kami shintoista;
- il Brahman degli induisti;
- il Teotl degli Aztechi;
- il Tao dei taoisti;
- il Genio di Palermo